# Первомайський район
Первомайський район — район Миколаївської області в Україні, утворений 2020 року. Адміністративний центр — місто Первомайськ.

## Історія
Район створено відповідно до постанови Верховної Ради України № 807-IX від 17 липня 2020 року. До його складу увійшли: Первомайська міська, Арбузинська, Врадіївська, Кривоозерська селищні, Благодатненська, Кам'яномостівська, Мигіївська, Синюхинобрідська сільські територіальні громади.
Раніше територія району входила до складу Первомайського (1923—2020), Арбузинського, Врадіївського, Кривоозерського районів, ліквідованих тією ж постановою.